# نيلسون ريان زامورا
نيلسون ريان زامورا هو لاعب كرة قدم كندي، ولد في 29 يوليو 1991 في كندا. لعب مع التانك سيلي.